# Novomîhailivka, Novîi Buh
Novomîhailivka (în ucraineană Новомихайлівка) este localitatea de reședință a comunei Novomîhailivka din raionul Novîi Buh, regiunea Mîkolaiiv, Ucraina.

## Demografie
Componența lingvistică a localității Novomîhailivka
     Ucraineană (92,88%)
     Rusă (6,84%)
     Alte limbi (0,28%)
Conform recensământului din 2001, majoritatea populației localității Novomîhailivka era vorbitoare de ucraineană (92,88%), existând în minoritate și vorbitori de rusă (6,84%).